# Motomondiale 1955
La stagione 1955 è stata la settima del Motomondiale.
Il calendario era previsto inizialmente su 9 prove ma, dopo il gravissimo incidente avvenuto alla 24 Ore di Le Mans dell'11 giugno, le autorità svizzere decisero di annullare sia la prova del mondiale di Formula 1 che il Gran Premio motociclistico di Svizzera; per la classifica finale vennero pertanto disputate solo 8 gare.

## Il contesto
Nessuna modifica venne introdotta sotto il profilo regolamentare dei punteggi: continuavano ad essere premiati i primi 6 piloti di ogni gran premio e, per la classifica annuale, erano considerati validi 5 risultati per la classe 500 e 4 per le altre classi.
Tra i costruttori in lizza per il titolo erano rimaste praticamente solo case italiane e tedesche visto che le britanniche AJS, Norton e Matchless avevano annunciato il loro disimpegno dall'evoluzione dei modelli precedenti e parteciparono in via ufficiale solo alle prove del campionato disputate sul loro territorio.
I cinque titoli vennero così divisi tra le italiane Moto Guzzi, Gilera e MV Agusta e le tedesche NSU e BMW.
Diversa la situazione per quanto riguarda i piloti: le classifiche delle due maggiori cilindrate furono appannaggio dei piloti britannici Geoff Duke e Bill Lomas (con quattro vittorie ciascuno, rispettivamente nella Classe 500 e nella Classe 350) con quest'ultimo che curiosamente gareggiava per la Moto Guzzi nelle classi maggiori e per la MV Agusta in quelle minori. Nella Classe 250 il titolo fu del pilota tedesco Hermann Paul Müller e nella Classe 125 del pilota italiano Carlo Ubbiali.
Anche questa stagione, come altre volte in passato, ebbe degli strascichi definiti a tavolino in riunioni della FIM avvenute al termine del calendario delle gare: oltre al titolo assegnato a Müller furono assegnate numerose squalifiche ai piloti "privati" che, in occasione sempre del GP d'Olanda, avevano partecipato ad una sorta di sciopero bianco lamentandosi dell'importo esiguo degli ingaggi corrisposti dagli organizzatori. Ai piloti che avevano partecipato attivamente alla manifestazione furono comminati 6 mesi di esclusione dalle gare da scontarsi l'anno successivo, ma anche alcuni piloti ufficiali che avevano espresso il loro sostegno all'iniziativa erano stati inibiti dalle gare per durate variabili tra i 4 e i 6 mesi.

## Il calendario
| Data        | Gran Premio      | Circuito         | Vincitore 500    | Vincitore 350   | Vincitore 250       | Vincitore 125 | Vincitore sidecar            | Resoconto |
| ----------- | ---------------- | ---------------- | ---------------- | --------------- | ------------------- | ------------- | ---------------------------- | --------- |
| 1º maggio   | GP di Spagna     | Montjuïc         | Reg Armstrong    |                 |                     | Luigi Taveri  | Willi Faust Karl Remmert     | Resoconto |
| 15 maggio   | GP di Francia    | Reims            | Geoff Duke       | Duilio Agostini |                     | Carlo Ubbiali |                              | Resoconto |
| 8 giugno    | Tourist Trophy   | Mountain Circuit | Geoff Duke       | Bill Lomas      | Bill Lomas          | Carlo Ubbiali | Walter Schneider Hans Strauß | Resoconto |
| 26 giugno   | GP di Germania   | Nürburgring      | Geoff Duke       | Bill Lomas      | Hermann Paul Müller | Carlo Ubbiali | Willi Faust Karl Remmert     | Resoconto |
| 3 luglio    | GP del Belgio    | Spa              | Giuseppe Colnago | Bill Lomas      |                     |               | Wilhelm Noll Fritz Cron      | Resoconto |
| 16 luglio   | GP d'Olanda      | Assen            | Geoff Duke       | Ken Kavanagh    | Luigi Taveri        | Carlo Ubbiali | Willi Faust Karl Remmert     | Resoconto |
| 11 agosto   | GP dell'Ulster   | Dundrod          | Bill Lomas       | Bill Lomas      | John Surtees        |               |                              | Resoconto |
| 4 settembre | GP delle Nazioni | Monza            | Umberto Masetti  | Dickie Dale     | Carlo Ubbiali       | Carlo Ubbiali | Wilhelm Noll Fritz Cron      | Resoconto |

## Sistema di punteggio e legenda
| Pos.  | 1 | 2 | 3 | 4 | 5 | 6 | 7> |
| ----- | - | - | - | - | - | - | -- |
| Punti | 8 | 6 | 4 | 3 | 2 | 1 | 0  |

## Le classi

### Classe 500
| Pos. | Costruttore | Punti |
| ---- | ----------- | ----- |
| 1    | Gilera      | 40    |
| 2    | MV Agusta   | 25    |
| 3    | Moto Guzzi  | 15    |
| 4    | Norton      | 14    |
| 5    | BMW         | 7     |
| 6    | Matchless   | 5     |

Per quanto avesse iniziato la stagione con un ritiro nel gran premio d'esordio in Spagna (curiosamente tale gran premio era stato anche l'ultimo della stagione precedente, di conseguenza ne avvennero due edizioni temporalmente consecutive), anche nel 1955, per il terzo anno di seguito, Geoff Duke su Gilera è stato il dominatore incontrastato della stagione, ottenendo il successo in metà delle 8 prove in calendario.
Alle sue spalle si piazzò il compagno di squadra Reg Armstrong, seguito da Umberto Masetti su MV Agusta. Proprio la MV aveva ingaggiato per la stagione di gare anche il rhodesiano Ray Amm ma il pilota perse la vita in un incidente pochi giorni prima dell'inizio del mondiale.
In un paio di occasioni e solo durante le prove, fece le sue prime apparizioni anche la nuova Moto Guzzi dotata del motore a 8 cilindri.

Classifica piloti (prime 5 posizioni)
| Pos. | Pilota           | Moto      |     |    |   |     |     |     |  |     | P.ti |
| ---- | ---------------- | --------- | --- | -- | - | --- | --- | --- |  | --- | ---- |
| 1    | Geoffrey Duke    | Gilera    | Rit | 1  | 1 | 1   | Rit | 1   |  | 3   | 36   |
| 2    | Reg Armstrong    | Gilera    | 1   | 3  | 2 | Rit | Rit | 2   |  | 2   | 30   |
| 3    | Umberto Masetti  | MV Agusta | 3   |    |   | 4   |     | 3   |  | 1   | 19   |
| 4    | Giuseppe Colnago | Gilera    | 7   |    |   | 5   | 1   | Rit |  | 4   | 13   |
| 5    | Carlo Bandirola  | MV Agusta | 2   | 11 |   | 3   | Rit |     |  | Rit | 10   |
| Pos. | Pilota           | Moto      |     |    |   |     |     |     |  |     | P.ti |

| Legenda                                                                        | 1º posto        | 2º posto        | 3º posto | A punti      | Senza punti        | Grassetto=Pole position Corsivo=Giro più veloce |
| Legenda                                                                        | Gara non valida | Non qualificato | Ritirato | Squalificato | "-" Dato non disp. | Grassetto=Pole position Corsivo=Giro più veloce |
| Fonte dei dati: motogp.com, racingmemo.free.fr, autosport.com, jumpingjack.nl. |                 |                 |          |              |                    |                                                 |

### Classe 350
| Pos. | Costruttore | Punti |
| ---- | ----------- | ----- |
| 1    | Moto Guzzi  | 32    |
| 2    | Norton      | 20    |
| 3    | DKW         | 17    |
| 4    | AJS         | 3     |

Per la classe 350 vennero disputate 7 prove, tutte ad eccezione del Gran Premio motociclistico di Spagna, e il duello per la conquista del titolo fu tra piloti equipaggiati da Moto Guzzi e quelli equipaggiati da DKW. Delle due fu la prima indubbiamente la più efficiente, tanto è vero che tutti e sette i gran premi furono vinti da piloti Guzzi: 4 furono le vittorie di Bill Lomas che ottenne anche il titolo iridato e una ciascuno per Enrico Lorenzetti, Ken Kavanagh e Dickie Dale (quest'ultimo fu anche secondo in classifica generale).

Classifica piloti (prime 5 posizioni)
| Pos. | Pilota         | Moto       |    |   |     |   |   |   |     |   | P.ti    |
| ---- | -------------- | ---------- | -- | - | --- | - | - | - | --- | - | ------- |
| 1    | Bill Lomas     | Moto Guzzi | NE | - | 1   | 1 | 1 | 2 | 1   | 2 | 32 (44) |
| 2    | Dickie Dale    | Moto Guzzi | NE | 2 |     | - | - | 3 | Rit | 1 | 18      |
| 3    | August Hobl    | DKW        | NE | - |     | 2 | 2 | 4 | -   | 5 | 17      |
| 4    | Ken Kavanagh   | Moto Guzzi | NE | - | Rit | 5 | - | 1 | -   | 3 | 14      |
| 5    | Cecil Sandford | Moto Guzzi | NE | - | 3   | 4 | 4 | - | 4   | - | 13      |
| Pos. | Pilota         | Moto       |    |   |     |   |   |   |     |   | P.ti    |

| Legenda                                                                        | 1º posto        | 2º posto        | 3º posto | A punti      | Senza punti        | Grassetto=Pole position Corsivo=Giro più veloce |
| Legenda                                                                        | Gara non valida | Non qualificato | Ritirato | Squalificato | "-" Dato non disp. | Grassetto=Pole position Corsivo=Giro più veloce |
| Fonte dei dati: motogp.com, racingmemo.free.fr, autosport.com, jumpingjack.nl. |                 |                 |          |              |                    |                                                 |

### Classe 250
| Pos. | Costruttore | Punti |
| ---- | ----------- | ----- |
| 1    | MV Agusta   | 28    |
| 2    | NSU         | 26    |
| 3    | Moto Guzzi  | 15    |
| 4    | RDS/Norton  | 2     |
| 5    | Velocette   | 1     |

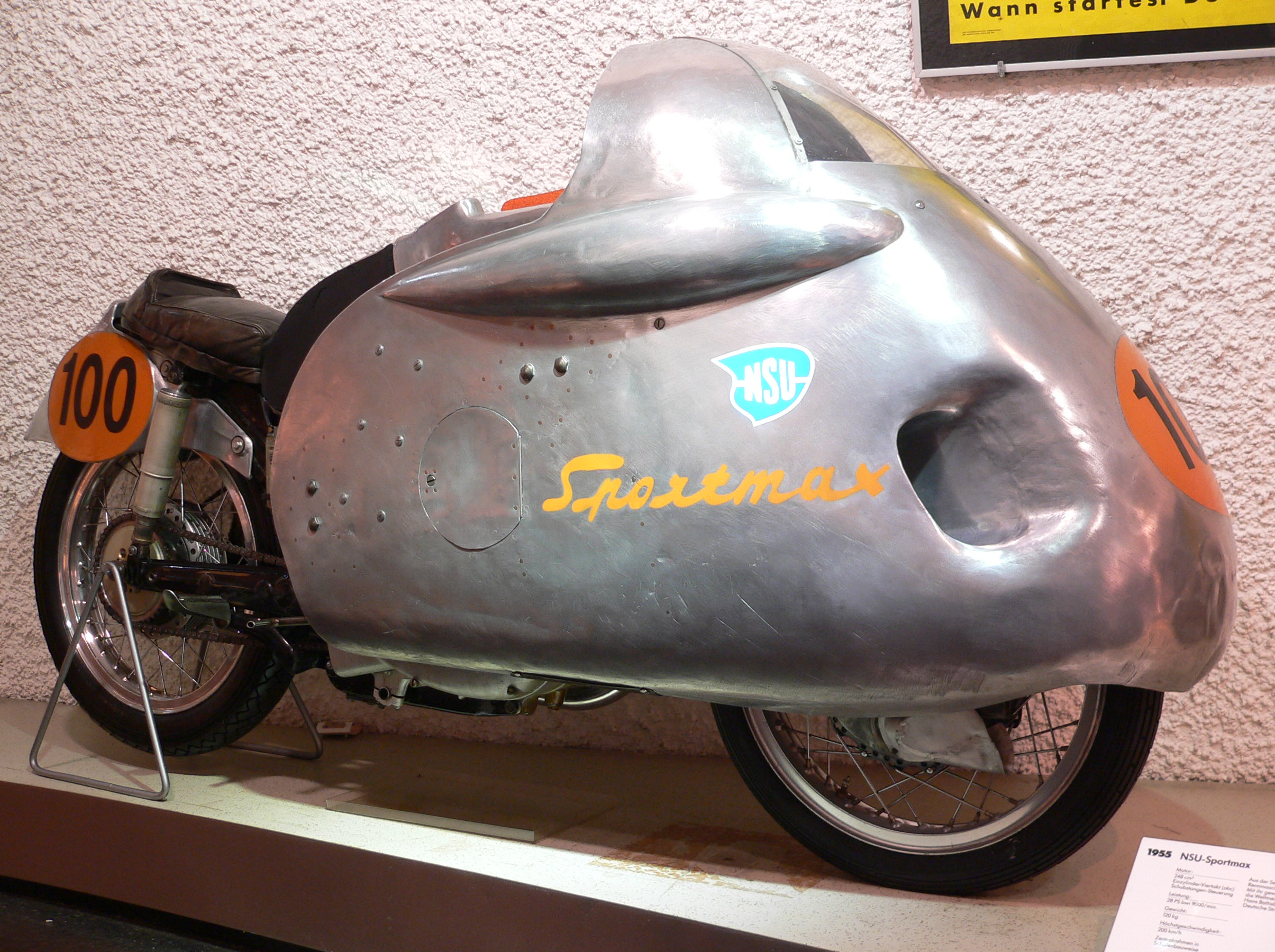
La NSU "Sportmax" che si aggiudicò il titolo 1955.

La 250 si disputò su solo 5 prove e la sua classifica finale venne decisa a tavolino dopo il termine della stagione.
Per quanto la NSU si fosse ufficialmente ritirata al termine dell'anno precedente, l'assistenza che fornì in ogni caso a Hermann Paul Müller permise al pilota tedesco di aggiudicarsi il titolo, precedendo Cecil Sandford su Moto Guzzi e Bill Lomas su MV Agusta.
A seguito di una riunione della FIM il titolo venne assegnato a Müller in seguito alla squalifica comminata a Bill Lomas per irregolarità durante il GP d'Olanda dove aveva tagliato per primo il traguardo.

Classifica piloti (prime 5 posizioni)
| Pos. | Pilota              | Moto       |    |    |     |   |    |    |   |   | P.ti    |
| ---- | ------------------- | ---------- | -- | -- | --- | - | -- | -- | - | - | ------- |
| 1    | Hermann Paul Müller | NSU        | NE | NE | 3   | 1 | NE | 3  | 6 | 4 | 19 (20) |
| 2    | Cecil Sandford      | Moto Guzzi | NE | NE | 2   | 3 | NE | 5  | 5 | - | 14      |
| 3    | Bill Lomas          | MV Agusta  | NE | NE | 1   | - | NE | SQ | 4 | 5 | 13      |
| 4    | Luigi Taveri        | MV Agusta  | NE | NE | Rit | 4 | NE | 1  | - | - | 11      |
| 5    | Umberto Masetti     | MV Agusta  | NE | NE | Rit | - | NE | 2  | 3 | 6 | 11      |
| Pos. | Pilota              | Moto       |    |    |     |   |    |    |   |   | P.ti    |

| Legenda                                                                        | 1º posto        | 2º posto        | 3º posto | A punti      | Senza punti        | Grassetto=Pole position Corsivo=Giro più veloce |
| Legenda                                                                        | Gara non valida | Non qualificato | Ritirato | Squalificato | "-" Dato non disp. | Grassetto=Pole position Corsivo=Giro più veloce |
| Fonte dei dati: motogp.com, racingmemo.free.fr, autosport.com, jumpingjack.nl. |                 |                 |          |              |                    |                                                 |

### Classe 125
| Pos. | Costruttore | Punti |
| ---- | ----------- | ----- |
| 1    | MV Agusta   | 32    |
| 2    | FB Mondial  | 18    |
| 3    | DKW         | 3     |
| 4    | IFA         | 2     |
| 5    | Montesa     | 1     |

Il calendario della categoria di minor cilindrata si sviluppò su 6 prove (non si disputò né in Belgio, né nell'Ulster) e vide al termine della stagione tre piloti della MV Agusta ai primi tre posti in classifica: il titolo andò a Carlo Ubbiali, seguito da Luigi Taveri e da Remo Venturi.
Ubbiali non ebbe peraltro particolari problemi ad aggiudicarsi il campionato avendo vinto 5 delle 6 prove in programma, lasciando a Taveri solo la vittoria nel gran premio inaugurale in Spagna.

Classifica piloti (prime 5 posizioni)
| Pos. | Pilota            | Moto       |   |   |   |   |    |   |    |   | P.ti    |
| ---- | ----------------- | ---------- | - | - | - | - | -- | - | -- | - | ------- |
| 1    | Carlo Ubbiali     | MV Agusta  | 3 | 1 | 1 | 1 | NE | 1 | NE | 1 | 32 (44) |
| 2    | Luigi Taveri      | MV Agusta  | 1 | 2 | 2 | 2 | NE | - | NE | - | 26      |
| 3    | Remo Venturi      | MV Agusta  | - | - |   | 3 | NE | 2 | NE | 2 | 16      |
| 4    | Giuseppe Lattanzi | FB Mondial | 4 | 3 | 3 |   | NE |   | NE |   | 11      |
| 5    | Angelo Copeta     | MV Agusta  | 5 | 5 |   | - | NE | - | NE | 3 | 8       |
| Pos. | Pilota            | Moto       |   |   |   |   |    |   |    |   | P.ti    |

| Legenda                                                                        | 1º posto        | 2º posto        | 3º posto | A punti      | Senza punti        | Grassetto=Pole position Corsivo=Giro più veloce |
| Legenda                                                                        | Gara non valida | Non qualificato | Ritirato | Squalificato | "-" Dato non disp. | Grassetto=Pole position Corsivo=Giro più veloce |
| Fonte dei dati: motogp.com, racingmemo.free.fr, autosport.com, jumpingjack.nl. |                 |                 |          |              |                    |                                                 |

### Classe sidecar
| Pos. | Costruttore | Punti |
| ---- | ----------- | ----- |
| 1    | BMW         | 32    |
| 2    | Norton      | 20    |
| 3    | Matchless   | 6     |

Anche nel 1955 le gare delle motocarrozzette furono dominate da piloti equipaggiati con veicoli BMW e che si aggiudicarono tutte le 6 prove in calendario e i primi 3 posti nella classifica generale.
Classifica equipaggi (prime 5 posizioni)
| Pos. | Pilota                     | Moto   |   |    |     |   |     |   |    |   | P.ti |
| ---- | -------------------------- | ------ | - | -- | --- | - | --- | - | -- | - | ---- |
| 1    | Willi Faust/Karl Remmert   | BMW    | 1 | NE | Rit | 1 | 2   | 1 | NE | - | 30   |
| 2    | Wilhelm Noll/Fritz Cron    | BMW    | - | NE | Rit | 2 | 1   | 2 | NE | 1 | 28   |
| 3    | Schneider/Strauß-Grunwald  | BMW    | - | NE | 1   | 3 | 3   | - | NE | 2 | 22   |
| 4    | Drion/Laforge              | Norton | - | NE |     | 4 | 6   | 5 | NE | 3 | 10   |
| 5    | Cyril Smith/Stanley Dibben | Norton | 2 | NE | Rit | - | Rit | - | NE | - | 6    |
| -    | Bill Boddice/William Storr | Norton |   | NE | 2   | - | -   | - | NE | - | 6    |
| Pos. | Pilota                     | Moto   |   |    |     |   |     |   |    |   | P.ti |

| Legenda                                                                        | 1º posto        | 2º posto        | 3º posto | A punti      | Senza punti        | Grassetto=Pole position Corsivo=Giro più veloce |
| Legenda                                                                        | Gara non valida | Non qualificato | Ritirato | Squalificato | "-" Dato non disp. | Grassetto=Pole position Corsivo=Giro più veloce |
| Fonte dei dati: motogp.com, racingmemo.free.fr, autosport.com, jumpingjack.nl. |                 |                 |          |              |                    |                                                 |